# Nguyễn Phúc Miên Quân
Nguyễn Phúc Miên Quân (còn có âm đọc là Quần) (chữ Hán: 阮福綿宭; 31 tháng 8 năm 1828 – 17 tháng 8 năm 1863), tước phong Hòa Quốc công (和國公), là một hoàng tử con vua Minh Mạng nhà Nguyễn trong lịch sử Việt Nam.

## Tiểu sử
Hoàng tử Miên Quân sinh ngày 21 tháng 7 (âm lịch) năm Mậu Tý (1828), là con trai thứ 40 của vua Minh Mạng, mẹ là Nhất giai Hiền phi Ngô Thị Chính. Ông là người con thứ bảy của bà Hiền phi. Thuở còn là hoàng tử, ông là người có học hạnh, khi ra ở phủ riêng, việc học hành ngày càng tiến.
Năm Minh Mạng thứ 21 (1840), ông được phong làm Hòa Quốc công (和國公). Cùng năm đó, vua cho đúc các con thú bằng vàng để ban thưởng cho các hoàng thân anh em, các hoàng tử công và hoàng tử chưa được phong tước. Quốc công được ban cho một con sô ngu nặng 8 lạng 7 đồng cân và một con rồng cuốn nặng 2 lạng. Vua còn ban thuyền cho các hoàng tử công là Miên Thẩm, Miên Mật, Miên Thủ, Miên Vũ và Miên Quân để theo hầu.
Năm Thiệu Trị thứ 4 (1844), đám thuộc hạ của quốc công Miên Quân cùng với thuộc hạ của quận công Miên Cung đánh nhau. Vua biết được, giao cho Tôn nhân phủ hội đồng với bộ Lễ xét hỏi. Miên Cung bị phạt bổng 1 năm, còn Miên Quân bị phạt bổng 3 tháng. Kiêm nhiếp Tôn nhân phủ Thọ Xuân công Miên Định, Ninh Thuận công Miên Nghi, Phú Bình công Miên Áo, Tả hữu tôn khanh Tôn Thất Nghị, Tôn Thất Bạch đều truyền chỉ ban quở hai ông.
Năm Tự Đức thứ 16 (1863), Quý Hợi, ngày 4 tháng 7 (âm lịch), quốc công Miên Quân qua đời, hưởng dương 36 tuổi, thụy là Đôn Doãn (敦允). Mộ của ông trước đây được táng tại Nguyệt Biều (thuộc Hương Thủy, tỉnh Thừa Thiên xưa kia), sau dời về gần khu vực đường tránh Huế (thành phố Huế). Phủ thờ của ông trước dựng ở Khánh Lộc (thuộc Hương Thủy xưa kia), nay dời về vùng Long Thọ, phường Thủy Biều, Huế.
Quốc công Miên Quân có sáu con trai và năm con gái. Ông được ban cho bộ Chuy (隹) để đặt tên cho các con cháu trong phòng. Con trai trưởng của ông với người vợ cả là công tử Hồng Chuẩn tập phong làm Hòa Hương hầu (和鄉侯).